# Henri Coandă nemzetközi repülőtér
A Henri Coandă nemzetközi repülőtér (IATA: OTP, ICAO: LROP) (románul Aeroportul Internațional Henri Coandă, korábban Bukarest Otopeni nemzetközi repülőtér) Románia legnagyobb és Délkelet-Európa egyik legnagyobb repülőtere, a román fővárost, Bukarestet kiszolgáló két nemzetközi repülőtér egyike (a másik a Bukarest-Băneasa – Aurel Vlaicu nemzetközi repülőtér).
A repülőtér Bukaresttől északra helyezkedik el, az Ilfov megyei Otopeni város mellett.
Jelenlegi nevét 2004 májusában kapta Henri Coandă gépészmérnökről (1886–1972), a Coandă-hatás leírójáról, akit a románok a sugárhajtású repülőgép feltalálójának tartanak.
A repülőtér 2008-ban 5 064 230 utast fogadott.
A repülőtérnek egy terminálja, két utascsarnoka és 36 utasfogadó munkahelye van.
| Légitársaság                  | Célállomások |
| ----------------------------- | --- |
| Aegean Airlines               | Athén Szezonális charter: Haniá, Korfu, Heraklion, Kosz, Mikonosz, Rodosz, Szantorini, Zákinthosz |
| AeroItalia                    | Firenze (2022. december 19-étől) |
| Air Bucharest                 | Szezonális charter: Antalya, Bodrum, Enfidha, Heraklion, Hurghada, Rodosz, Sarm es-Sejk |
| Air France                    | Párizs–Charles de Gaulle |
| Air Moldova                   | Szezonális: Chișinău |
| Air Serbia                    | Belgrade |
| airBaltic                     | Szezonális: Riga (2023. május 1-jétől) |
| Arkia                         | Szezonális: Tel-Aviv |
| Austrian Airlines             | Bécs |
| Blue Air                      | Brüsszel, Kolozsvár, Köln/Bonn, Koppenhága, Dublin, Firenze, Glasgow, Hamburg, Helsinki, Iași, Lárnaka, Lisszabon, Liverpool, London–Luton, Lyon, Málaga, Milánó–Malpensa, München, Nápoly, Nizza, Oslo–Gardermoen, Róma–Fiumicino, Stockholm–Arlanda, Stuttgart, Tel-Aviv, Valencia Szezonális: Palma de Mallorca, Temesvár Seasonal charter: Antalya, Hurghada |
| British Airways               | London–Heathrow |
| Corendon Airlines             | Szezonális: Antalya |
| Croatia Airlines              | Szezonális: Split |
| El Al                         | Tel-Aviv |
| Eurowings                     | Düsseldorf, Stuttgart |
| flydubai                      | Dubai–International |
| HiSky                         | Brüsszel, Kolozsvár, Dublin (2022. december 7-étől), Málaga (2022. december 11-étől), Temesvár, Tel-Aviv Szezonális charter: Mombasa, Szalála, Zanzibár |
| KLM                           | Amszterdam |
| LOT                           | Budapest, Varsó–Chopin Szezonális: Krakkó |
| Lufthansa                     | Frankfurt, München |
| Luxair                        | Luxemburg |
| Norwegian                     | Oslo (2023. június 23-ától) |
| Pegasus Airlines              | Isztambul–Sabiha Gökçen |
| Qatar Airways                 | Doha |
| Ryanair                       | Athén, Bergamo, Berlin–Schönefeld, Bologna, Bristol, Charleroi, Dublin, Edinburgh, London–Stansted, Madrid, Marseille, Milánó–Malpensa, Palermo, Páfosz, Pisa, Róma–Ciampino, Temesvár, Bécs Szezonális: Haniá, London–Southend, Pescara |
| Swiss International Air Lines | Zürich |
| TAROM                         | Amman–Queen Alia, Amszterdam, Athén, Nagybánya, Barcelona, Bejrút, Belgrade, Brüsszel, Budapest, Kairó, Chișinău, Kolozsvár, Frankfurt, Jászvásár, Isztambul, London–Heathrow, Madrid, Moszkva-Seremetyjevo, München, Nizza, Nagyvárad, Párizs–Charles de Gaulle, Prága, Róma–Fiumicino, Szatmárnémeti, Nagyszeben, Szófia, Szucsáva, Tel-Aviv, Thessaloniki, Temesvár, Bécs Szezonális: Alicante, Lárnaka, Lyon, Torino, Valencia Seasonal charter: Antalya, Bodrum, Korfu, Rodosz, Szkíathosz, Tenerife–South, Zákinthosz                                                    |
| Turkish Airlines              | Isztambul |
| Vueling                       | Szezonális: Barcelona, Bilbao, Madrid |
| Windrose Airlines             | Kiev–Boryspil Szezonális: Ivano-Frankivszk |
| Wizz Air                      | Abu-Dzabi, Alghero, Alicante, Barcelona, Bari, Basel/Mulhouse, Beauvais, Bergamo, Billund, Birmingham, Bologna, Castellón, Catania, Charleroi, Doncaster/Sheffield, Dortmund, Dubai–Al Maktoum, Edinburgh, Eindhoven, Genf, Lisszabon, Liverpool, London–Gatwick, London–Luton, London–Southend, Lyon, Madrid, Málaga, Malmö, Málta, Memmingen, Nápoly, Nizza, Nürnberg, Pisa, Prága, Róma–Ciampino, Szentpétervár, Salzburg, Sandefjord, Santander, Sevilla, Stockholm–Skavsta, Tel-Aviv, Tenerife–South, Treviso, Torino, Valencia, Varsó–Chopin, Zaragoza Szezonális: Eilat |

## Forgalom
Az utasforgalom az elmúlt években az alábbi módon változott:
| Utasok száma | 1 600 000 | 3 497 938 | 5 063 555 | 5 049 443 | 7 643 467 | 9 282 884 | 12 804 191 | 4 450 631 | 12 591 905 | 15 940 443 |
|              | 1999      | 2006      | 2008      | 2011      | 2013      | 2015      | 2017       | 2020      | 2022       | 2024       |